# Coupe d'Europe des clubs champions de basket-ball 1978-1979
Navigation
Édition précédente Édition suivante
La Coupe d'Europe des clubs champions de basket-ball 1978-1979 est la 22e édition de la Coupe d'Europe des clubs champions de basket-ball masculine, compétition qui rassemble les meilleurs clubs de basket-ball du continent européen,.

## Format de compétition
- 22 équipes (uniquement les champions des ligues nationales européennes), évoluent selon un système de tournoi, en six groupes de trois ou quatre équipes. Le classement final est basé sur les victoires et les défaites. En cas d'égalité entre deux équipes ou plus après la phase de groupes, les critères suivants sont utilisés pour déterminer le classement final : 1) nombre de victoires en confrontation directe entre les équipes ; 2) différence de points entre les équipes ; 3) différence de points au sein du groupe.
- Les six premiers de cette phase de groupe s'affrontent dans une deuxième phase de groupe, suivant les mêmes règles.
- Les deux premiers s'affrontent en finale, en une manche sèche, sur terrain neutre.

## 1rephase de groupe
La première phase se déroule du 2 novembre au 7 décembre 1978.

### Groupe A
| Rang | Équipe            | Pts | J | G | P | Pp  | Pc  | Diff |  | Résultats (dom.\ext.) |        |        |        |        |
| ---- | ----------------- | --- | - | - | - | --- | --- | ---- |  | --------------------- | ------ | ------ | ------ | ------ |
| 1    | Real Madrid       | 12  | 6 | 6 | 0 | 683 | 443 | 240  |  | Real Madrid           |        | 119-83 | 107-59 | 122-47 |
| 2    | Budapest Honvéd   | 10  | 6 | 4 | 2 | 586 | 576 | 10   |  | Budapest Honvéd       | 99-119 |        | 96-93  | 127-90 |
| 3    | BK Klosterneuburg | 7   | 6 | 1 | 5 | 476 | 531 | -55  |  | BK Klosterneuburg     | 75-92  | 78-84  |        | 92-63  |
| 4    | Zamalek SC        | 7   | 6 | 1 | 5 | 446 | 641 | -195 |  | Zamalek SC            | 80-124 | 77-97  | 89-79  |        |

### Groupe B
| Rang | Équipe         | Pts | J | G | P | Pp  | Pc  | Diff |  | Résultats (dom.\ext.) |        |        |        |
| ---- | -------------- | --- | - | - | - | --- | --- | ---- |  | --------------------- | ------ | ------ | ------ |
| 1    | Emerson Varese | 8   | 4 | 4 | 0 | 455 | 303 | 152  |  | Emerson Varese        |        | 123-71 | 108-79 |
| 2    | BBC Amicale    | 6   | 4 | 2 | 2 | 325 | 407 | -82  |  | BBC Amicale           | 68-108 |        | 99-94  |
| 3    | Sporting CP    | 4   | 4 | 0 | 4 | 340 | 410 | -70  |  | Sporting CP           | 85-116 | 82-87  |        |

### Groupe C
| Rang | Équipe               | Pts | J | G | P | Pp  | Pc  | Diff |  | Résultats (dom.\ext.) |       |        |        |
| ---- | -------------------- | --- | - | - | - | --- | --- | ---- |  | --------------------- | ----- | ------ | ------ |
| 1    | Maccabi Tel-Aviv     | 7   | 4 | 3 | 1 | 347 | 294 | 53   |  | Maccabi Tel-Aviv      |       | 108-73 | 87-76  |
| 2    | Fresh Air Anderlecht | 6   | 4 | 2 | 2 | 309 | 323 | -14  |  | Fresh Air Anderlecht  | 83-80 |        | 105-81 |
| 3    | Eczacıbaşı Istanbul  | 5   | 4 | 1 | 3 | 273 | 312 | -39  |  | Eczacıbaşı Istanbul   | 62-72 | 54-48  |        |

### Groupe D
| Rang | Équipe          | Pts | J | G | P | Pp  | Pc  | Diff |  | Résultats (dom.\ext.) |       |       |        |        |
| ---- | --------------- | --- | - | - | - | --- | --- | ---- |  | --------------------- | ----- | ----- | ------ | ------ |
| 1    | Olympiakós      | 10  | 6 | 4 | 2 | 522 | 431 | 91   |  | Olympiakós            |       | 79-62 | 102-79 | 106-57 |
| 2    | Le Mans         | 10  | 6 | 4 | 2 | 515 | 438 | 77   |  | Le Mans               | 76-56 |       | 101-93 | 107-54 |
| 3    | Wybrzeże Gdańsk | 10  | 6 | 4 | 2 | 540 | 545 | -5   |  | Wybrzeże Gdańsk       | 91-85 | 86-83 |        | 99-89  |
| 4    | Jalaa           | 6   | 6 | 0 | 6 | 431 | 584 | -153 |  | Jalaa                 | 76-94 | 70-86 | 85-92  |        |

### Groupe E
| Rang | Équipe          | Pts | J | G | P | Pp  | Pc  | Diff |  | Résultats (dom.\ext.) |       |        |        |        |
| ---- | --------------- | --- | - | - | - | --- | --- | ---- |  | --------------------- | ----- | ------ | ------ | ------ |
| 1    | KK Bosna        | 11  | 6 | 5 | 1 | 573 | 419 | 154  |  | KK Bosna              |       | 105-97 | 99-64  | 104-45 |
| 2    | Zbrojovka Brno  | 10  | 6 | 4 | 2 | 594 | 495 | 99   |  | Zbrojovka Brno        | 90-89 |        | 104-83 | 125-68 |
| 3    | Partizan Tirana | 9   | 6 | 3 | 3 | 574 | 473 | 101  |  | Partizan Tirana       | 76-78 | 100-79 |        | 151-58 |
| 4    | AEL Limassol    | 6   | 6 | 0 | 6 | 323 | 677 | -354 |  | AEL Limassol          | 47-98 | 50-99  | 55-100 |        |

### Groupe F
| Rang | Équipe                  | Pts | J | G | P | Pp  | Pc  | Diff |  | Résultats (dom.\ext.)   |        |       |        |        |
| ---- | ----------------------- | --- | - | - | - | --- | --- | ---- |  | ----------------------- | ------ | ----- | ------ | ------ |
| 1    | Joventut Freixenet      | 11  | 6 | 5 | 1 | 598 | 508 | 90   |  | Joventut Freixenet      |        | 97-82 | 105-87 | 91-73  |
| 2    | Parker Leiden           | 11  | 6 | 5 | 1 | 596 | 525 | 71   |  | Parker Leiden           | 101-89 |       | 115-86 | 125-89 |
| 3    | Södertälje BBK          | 8   | 6 | 2 | 4 | 479 | 544 | -65  |  | Södertälje BBK          | 67-96  | 76-77 |        | 83-81  |
| 4    | Sutton & Crystal Palace | 6   | 6 | 0 | 6 | 499 | 595 | -96  |  | Sutton & Crystal Palace | 98-120 | 88-96 | 70-80  |        |

## 2ephase de groupe
La deuxième phase se déroule du 11 janvier au 22 mars 1979.
| Rang | Équipe             | Pts | J  | G | P | Pp  | Pc  | Diff |  | Résultats (dom.\ext.) |        |       |        |         |        |        |
| ---- | ------------------ | --- | -- | - | - | --- | --- | ---- |  | --------------------- | ------ | ----- | ------ | ------- | ------ | ------ |
| 1    | Emerson Varese     | 17  | 10 | 7 | 3 | 819 | 763 | 56   |  | Emerson Varese        |        | 92-73 | 71-53  | 100-96  | 85-78  | 92-67  |
| 2    | KK Bosna Sarajevo  | 17  | 10 | 7 | 3 | 894 | 895 | -1   |  | KK Bosna Sarajevo     | 104-85 |       | 101-87 | 114-109 | 85-84  | 72-69  |
| 3    | Maccabi Tel-Aviv   | 16  | 10 | 6 | 4 | 839 | 779 | 60   |  | Maccabi Tel-Aviv      | 72-71  | 97-70 |        | 100-77  | 99-92  | 93-51  |
| 4    | Real Madrid        | 16  | 10 | 6 | 4 | 976 | 910 | 66   |  | Real Madrid           | 82-83  | 95-89 | 90-76  |         | 107-85 | 113-72 |
| 5    | Joventut Freixenet | 13  | 10 | 3 | 7 | 860 | 892 | -32  |  | Joventut Freixenet    | 70-68  | 94-98 | 77-83  | 94-106  |        | 91-77  |
| 6    | Olympiakós         | 11  | 10 | 1 | 9 | 747 | 896 | -149 |  | Olympiakós            | 68-72  | 83-88 | 79-77  | 97-101  | 84-95  |        |

## Finale
| 5 avril 1979 |  | Emerson Varese | 93–96 | KK Bosna |  | Palais des Sports Pierre-Mendès-France, Grenoble Affluence : 10 603 |

## Équipe victorieuse
Joueurs : 
- No 4 Borislav Vučević ( Yougoslavie)
- No 5 Ante Đogić ( Yougoslavie)
- No 6 Predrag Benaček ( Yougoslavie)
- No 7 Boško Bosiočić ( Yougoslavie)
- No 8 Nihad Izić ( Yougoslavie)
- No 9 Ratko Radovanović ( Yougoslavie)
- No 10 Dragan Zrno ( Yougoslavie)
- No 11 Žarko Varajić ( Yougoslavie)
- No 12 Mirza Delibašić ( Yougoslavie)
- No 13 Sabahudin Bilalović ( Yougoslavie)
- No 14 Sabit Hadžić ( Yougoslavie)
- No 15 Svetislav Pešić ( Yougoslavie)
- Almir Dervišbegović ( Yougoslavie)
- Sulejman Duraković ( Yougoslavie)

Entraîneur :  Bogdan Tanjević ( Yougoslavie)